# Something Else (Robin Thicke)
Something Else è il terzo album del cantautore R&B Robin Thicke, pubblicato nel settembre 2008. L'album è stato anticipato dal primo singolo, Magic. Il secondo singolo, The Sweetest Love, è disponibile per il download digitale su iTunes, per i soli utenti che hanno ordinato l'album in anteprima.
L'album raggruppa dodici canzoni dai ritmi che vanno dall'R&B al soul classico, con venature hip-hop, il cantante stesso definisce l'album come un salto nel sound Motown e nella black dance anni settanta.

## Tracce
1. You're My Baby
2. Side Step
3. Magic
4. Ms. Harmony
5. Dreamworld
6. Loverman
7. Hard On My Love
8. The Sweetest Love
9. Something Else
10. Shadow of Doubt
11. Cry No More
12. Tie My Hands (feat. Lil Wayne)